# Новоалексеевский (Адыгея)
Новоалексеевский (адыг. Алексеевскакӏэр) — хутор в Кошехабльском муниципальном районе Республики Адыгея России. Входит в Дмитриевское сельское поселение.

## Население
| 2002 | 2010 | 2013 | 2014 | 2015 | 2016 | 2017 |
| ---- | ---- | ---- | ---- | ---- | ---- | ---- |
| 319  | ↗390 | ↘384 | ↘363 | ↘348 | ↘333 | ↘328 |
| 2018 | 2019 | 2020 | 2021 | 2023 | 2024 |      |
| ↘325 | ↗333 | ↗338 | ↘334 | ↘301 | ↗303 |      |

По данным Всероссийской переписи населения 2021 года:
| Народ               | Численность, чел. | Доля от всего населения, % |
| ------------------- | ----------------- | -------------------------- |
| русские             | 247               | 73,95 %                    |
| адыги               | 65                | 19,46 %                    |
| татары              | 15                | 4,49 %                     |
| другие / не указано | 7                 | 2,10 %                     |
| всего               | 334               | 100,0 %                    |

## Улицы
| - Дружбы - Интернациональная - Интернациональный переулок - Ленина | - Майская - Фрунзе - Широкая |